# 요시자와 료
요시자와 료(吉沢 亮, 1994년 2월 1일 ~ )는 일본의 배우이다. 도쿄도 출신. 아뮤즈 소속. 신장은 171cm, 혈액형은 B형이다.

## 약력
2009년 어머니가 제출한 〈아뮤즈 전국 오디션 2009 THE PUSH! 맨〉에서 응모자 3,1514명 중 Right-on상을 수상했다. 또한, 이때의 그랑프리는 노무라 슈헤이였다.
2010년 무대 《BLACK PEARL》에서 램 역으로 무대 첫 출연, 배우 데뷔했다. 이듬해인 2011년에는 특수 촬영 드라마 《가면라이더 포제》 2호 라이더 가면라이더 메테오로 변신하는 사쿠타 류세이 역을 맡았다.
2013년, TV 드라마 《붓센》으로, TV 드라마 첫 주연으로 발탁된다.이 작품은 무대로도 상연 되었다. 당초, 강한 동경이 없이 연예계에 진출했기 때문에 15세에 데뷔하고 나서 당분간은 이 일을 좋아하게 되지는 않고 있었지만, 주연을 맡은 이 무대에서 자주 현장을 정리하고, 객석도 만석이 되지 않았던 분함이 배우로서의 의식으로 이어졌다고 한다.
2017년 영화 《은혼》에서 오키타 소고 역에 발탁됐다. 공개된 캐릭터 비주얼은 원작의 설정에 가까워 원작 팬으로부터도 지지를 얻었다.
2018년 영화 《리버스 엣지》에서 야마다 이치로 역에 발탁된다. 작품은 제68회 베를린 국제 영화제 파노라마부문에 정식 출품되어 유키사다 이사오 감독, 니카이도 후미와 함께 공식 상영회에 참석했다. 이 작품은 국제 영화 비평가 연맹상을 수상했다.
2019년 《여름 하늘》에서 연속 TV 소설 첫 출연, 여주인공 나츠의 첫사랑이자 소꿉 친구인 야마다 텐요 역을 맡았다. 같은 해 10월 《하늘의 푸르름을 아는 사람이여》에서 성우에 첫 도전해, 카노무라 신노스케 역을 맡아 31세와 18세를 혼자서 연기했다.
2020년에는 일본 영화 텔레비전 프로듀서 협회에서 그 해 가장 활약한 유망한 배우에게 주어지는 제44회 엘란도르상 신인상을 수상했다. 2019년 개봉한 영화 《킹덤》에서는 영정과 이정의 1인 2역의 연기가 평가되어 제62회 블루 리본상과 제43회 일본 아카데미상 최우수 남우조연상을 수상했다.
2021년에는 《청천을 찔러라》에서 시부사와 에이이치 역으로 NHK 대하드라마 첫 출연과 첫 주연을 맡았다. 또한 헤이세이 태생 최초의 대하드라마 주연 배우가 되었다.

## 인물
- 가족 구성은 아버지, 어머니, 형제로는 남자 4형제의 차남이다.[2]

- 취미는 기타 연습. 특기는 검도로 초등학교부터 고등학교까지의 약 9년간 계속 계속했다. 검도는 2단의 실력을 가지고 있다.[12] 2012년 《불꽃 체육회 TV》 검도부 단체전에서 그 실력을 선보이며, 첫 경기에서 2년 연속 일본 최고 실력자인 여고생과 2차전에서 실업 No.1 오오츠카 가구 여직원을 상대로 승리하고 있다.[13] 또한 2014년 8월 9일 방송분의 대결에서도 승리했다. 검도는 관동 대회 우수 선수로 선정된 바 있다.

- 만화에서 튀어 나온 것 같은 청초한 얼굴 생김새가 특징으로, 스트레이트한 미남보다 어둡고 버릇이 있는 역이나 어딘가 아쉬운 세 번째 배역을 연기하는 경우가 많다.[14][15] 《썸머 송》에서 공연한 아사카 코다이는 “옆에 앉아있는 것만으로도 동상이 앉아있는 것 같았다”라고,[16] 《늑대 소녀와 흑왕자》에서 공연한 니카이도 후미는 무대 인사에서 “광택이 주르륵 흐르고 있었다. 헤이세이의 알랭 들롱 같은 광택이 있다”고 요시자와을 소개했다.[17] 2018년 하반기 〈vivi〉 ‘국보급 미남 랭킹’에서 1위를 획득. 스다 마사키, 야마자키 켄토에 이어 세 번째로 전당에 입성했다.[18]

- 자신의 성격을 낯가림이 심하다라고 평가하고 있으며, 고교 시절은 친구가 많지 않았다는 것을 인터뷰 등에서도 말하고 있다.[19][20] 히로세 스즈와는 1개월 정도 《여름 하늘》에 함께 공연하면서 비슷한 시기에 《한 번 죽어봤다》에서 호흡하고 다시 「여름 하늘」의 촬영으로 돌아와 약 1년 동안 함께 촬영했지만 서로 낯을 가려 만나고 나서 이야기를 나누는 것까지 반년 가까이 걸렸다고 한다.[21][22]

## 출연 작품
역할의 굵은 표시는 주연 작품

### 텔레비전 드라마
| 방송일자                           | 제목                                                                        | 역할                              | 방송사             | 비고                |
| ---------------------------------- | --------------------------------------------------------------------------- | --------------------------------- | ------------------ | ------------------- |
| 2011년 1월 19일 ~ 3월 16일         | 사인                                                                        | 유키 나기                         | MBS·TBS            |                     |
| 2011년 7월 23일 ~ 10월 1일         | 금붕어 클럽                                                                 | 야나기바시 쇼                     | NHK 종합           | [ 23 ]              |
| 2011년 12월 25일 ~ 2012년 8월 26일 | 가면라이더 포제 제16화 ~ 최종화                                             | 사쿠타 류세이 / 가면라이더 메테오 | TV 아사히          |                     |
| 2012년 10월 28일                   | 어떻게 좀 안될까요 제2화                                                    | 야베 케이타                       | NHK BS 프리미엄    |                     |
| 2013년 1월 30일 ~ 2월 6일          | 쉐어 하우스의 연인 제3화 ~ 제4화                                            | 네기시                            | NTV                |                     |
| 2013년 3월 23일                    | 최악의 졸업식                                                               | 마키하라 타쿠미                   | NTV                |                     |
| 2013년 4월 21일 ~ 28일             | 먹을거리 이야기 그녀의 식단 수첩 제6화 ~ 제7화                              | 마스부치 마사무네                 | NHK BS 프리미엄    |                     |
| 2013년 7월 16일 ~ 9월 24일         | 붓센                                                                        | 타무라 쇼스케                     | TBS                | [ 24 ] [ 25 ]       |
| 2014년 1월 11일 ~ 3월 15일         | 로스트 데이즈                                                               | 타카노 나츠                       | 후지 TV            |                     |
| 2014년 4월 28일·5월 12일·6월 23일  | 신 해석·일본사 제1화·제3화·제9화                                            | 무장, 카마타 덴베, 야키치         | MBS·TBS            |                     |
| 2014년 7월 12일 ~ 9월 20일         | 수구 양키스                                                                 | 카토 신스케                       | 후지 TV            | [ 26 ]              |
| 2014년 10월 11일 ~ 12월 13일       | 지옥 선생 누~베~                                                            | 키무라 카츠야                     | NTV                |                     |
| 2015년 7월 7일 ~ 9월 1일           | HEAT                                                                        | 마츠야마 코헤이                   | 칸사이 TV·후지 TV  |                     |
| 2015년 9월 25일                    | 이치로 최종화                                                               | 도쿠가와 이에모치                 | NHK BS 프리미엄    | 특별 출연           |
| 2015년 10월 15일 ~ 12월 17일       | 어른 여자                                                                   | 마에카와 료스케                   | 후지 TV            |                     |
| 2016년 1월 12일                    | 별 볼 일 없는 나를 사랑해주세요 제1화                                       | 사노 준타                         | TBS                | 특별 출연           |
| 2016년 1월 24일                    | 임상범죄학자 히무라 히데오의 추리 제2화                                     | 하타 에이스케                     | NTV                |                     |
| 2016년 2월 6일 ~ 3월 26일          | 부도칸                                                                      | 미즈시마 다이치                   | 후지 TV·BS 스카파! | [ 27 ]              |
| 2016년 5월 12일·6월 2일            | 하야코 선생님, 결혼한다니 정말인가요? 제4화·제7화                           | 키츠레가와 하야토                 | 후지 TV            | 특별 출연           |
| 2016년 7월 26일                    | 후회없이 사랑해 제3화                                                       | 이시오카 켄토                     | TBS                | 특별 출연           |
| 2016년 9월 19일 ~ 21일             | 농구도 사랑도, 하고 싶어                                                    | 야부키 슌                         | 후지 TV            |                     |
| 2016년 10월 22일                   | 콜드 케이스 ~진실의 문~ 제1화                                               | 쿠도 준이치                       | WOWOW              |                     |
| 2017년 4월 6일 ~ 27일              | 친구게임                                                                    | 카타기리 유이치                   | TV 카나가와        |                     |
| 2017년 7월 21일                    | 시모키타자와 다이하드 제1화                                                 | 와타나베 켄토                     | TV 도쿄            | 특별 출연           |
| 2017년 10월 9일 ~ 30일             | 사랑하는 홍콩                                                               | 야마다 켄타                       | MBS·TBS            |                     |
| 2017년 10월 17일 ~ 12월 5일        | 나는 마리안에                                                               | 코모리 이사오                     | 후지 TV            |                     |
| 2018년 7월 14일 ~ 9월 29일         | GIVER 복수하는 증여자                                                       | 키바                              | TV 도쿄            |                     |
| 2018년 7월 14일 ~ 9월 22일         | 서바이벌 웨딩                                                               | 카시와 유이치                     | NTV                |                     |
| 2019년 1월 6일                     | 레 미제라블 끝나지 않는 여로                                                | 바바 준 (사춘기 시절)             | 후지 TV            |                     |
| 2019년 4월 13일 ~ 9월 5일          | 연속 TV 소설 〈여름하늘〉 제12화 ~ 제137화                                  | 야마다 텐요                       | NHK                | [ 29 ]              |
| 2020년 1월 3일                     | 신춘 스핀오프 한자와 나오키 II 에피소드 제로 ~표적이 된 한자와 나오키 암호~ | 사카 케이                         | TBS                | [ 30 ]              |
| 2020년 8월 2일                     | 한자와 나오키 2020년판 제3화                                                | 사카 케이                         | TBS                | 특별 출연           |
| 2021년 2월 14일 ~ 12월 26일        | 대하드라마 〈청천을 찔러라〉                                                | 시부사와 에이이치                 | NHK                | [ 9 ] [ 11 ] [ 32 ] |
| 2022년 10월 10일 ~ 12월 19일       | PICU 소아집중치료실                                                         | 시코타 타케시로                   | 후지 TV            |                     |
| 2024년 4월 13일                    | PICU 소아집중치료실 스페셜 2024                                             | 시코타 타케시로                   | 후지 TV            |                     |

### 영화
| 개봉일자              | 제목                                                        | 역할                            | 배급사                                   | 비고          |
| --------------------- | ----------------------------------------------------------- | ------------------------------- | ---------------------------------------- | ------------- |
| 2011년 12월 10일      | 가면라이더 × 가면라이더 포제 & 오즈 MOVIE 대전 MEGA MAX     | 사쿠타 류세이/가면라이더 메테오 | 도에이                                   |               |
| 2012년 4월 21일       | 가면라이더 × 슈퍼 전대 슈퍼 영웅 대전                       | 사쿠타 류세이/가면라이더 메테오 | 도에이                                   |               |
| 2012년 11월 23일      | 내가 처형되는 미래                                          | 라이즈맨 / 스나다 유            | 도에이                                   | [ 33 ]        |
| 2012년 8월 4일        | 가면라이더 포제 THE MOVIE 다 함께 우주 왔다!                | 사쿠타 류세이/가면라이더 메테오 | 도에이                                   |               |
| 2012년 12월 8일       | 가면라이더 × 가면라이더 위저드 & 포제 MOVIE 대전 얼티메이텀 | 사쿠타 류세이/가면라이더 메테오 | 도에이                                   |               |
| 2013년 10월 12일      | 남자 고교생의 일상                                          | 히데노리                        | 쇼게이트                                 | [ 34 ]        |
| 2013년 12월 14일      | 그녀는 거짓말을 너무 사랑해                                 | 키미지마 유이치                 | 쇼치쿠                                   |               |
| 2013년 12월 21일      | 세키세키렌렌                                                | 준야                            | 아이 에스 필드                           |               |
| 2014년 12월 13일      | 아오하라이드                                                | 코미나토 아야                   | 도호                                     |               |
| 2015년 11월 7일       | 통학 시리즈 통학 전차                                       | 토모                            | 포니캐년                                 |               |
| 2016년 1월 30일       | 굿바이 위험한 형사                                          | 카와스미 카즈노리               | 도에이                                   |               |
| 2016년 5월 28일       | 늑대 소녀와 흑왕자                                          | 쿠사카베 유                     | 워너 브라더스 영화                       |               |
| 2016년 6월 25일       | KABUKI DROP                                                 | 오사무                          | HIGH BROW CINEMA                         |               |
| 2016년 9월 17일       | 썸머 송                                                     | 이치하라 겐이치 (잇치)          | 클러스터                                 |               |
| 2017년 5월 3일        | LAST COP THE MOVIE                                          | 후지사키 세이고                 | 쇼치쿠                                   |               |
| 2017년 6월 3일        | 친구게임 극장판                                             | 카타기리 유이치                 | 캔터                                     |               |
| 2017년 7월 14일       | 은혼                                                        | 오키타 소고                     | 워너 브라더스 영화                       | [ 35 ]        |
| 2017년 9월 2일        | 친구게임 극장판 FINAL                                       | 카타기리 유이치                 | 캔터                                     |               |
| 2017년 10월 21일      | 사이키 쿠스오의 재난                                        | 카이도 슌                       | 소니 픽쳐스 엔터테인먼트 / 아스믹 에이스 |               |
| 2018년 1월 13일       | 악과 가면의 룰                                              | 이토 료스케                     | 팬텀 필름                                |               |
| 2018년 2월 16일       | 리버스 엣지                                                 | 야마다 이치로                   | 키노 필름 / 키노시타 그룹                |               |
| 2018년 2월 24일       | 레온                                                        | 이치조 토오루                   | 팬텀 필름                                |               |
| 2018년 4월 27일       | 마멀레이드 보이                                             | 마츠우라 유우                   | 워너 브라더스 영화                       |               |
| 2018년 6월 23일       | 고양이는 안는 것                                            | 요시오                          | 키노 필름 / 키노시타 그룹                |               |
| 2018년 7월 20일       | 블리치                                                      | 이시다 우류                     | 워너 브라더스 영화                       |               |
| 2018년 8월 17일       | 은혼 2: 규칙은 깨라고 있는 것                               | 오키타 소고                     | 워너 브라더스 영화                       | [ 36 ]        |
| 2018년 10월 5일       | 그 아이의, 포로                                             | 스즈키 요리                     | 쇼게이트                                 |               |
| 2019년 4월 19일       | 킹덤                                                        | 영정 / 이정                     | 도호 / 소니 픽처스 엔터테인먼트          | [ 37 ]        |
| 2020년 3월 20일       | 한번 죽어 봤다                                              | 마츠오카 타쿠                   | 쇼치쿠                                   | [ 38 ]        |
| 2020년 8월 28일       | 푸르고 아프고 여린                                          | 타바타 카에데                   | 도호                                     |               |
| 2020년 11월 13일      | 사쿠라                                                      | 하세가와 하지메                 | 쇼치쿠                                   | [ 39 ]        |
| 2020년 12월 25일      | 어웨이크                                                    | 키요타 에이이치                 | 키노 필름                                | [ 40 ]        |
| 2021년 7월 9일        | 도쿄 리벤저스                                               | 사노 만지로                     | 워너 브라더스 영화                       | [ 41 ] [ 42 ] |
| 2022년 7월 15일       | 킹덤2: 아득한 대지로                                        | 영정 / 이정                     | 도호 / 소니 픽쳐스 엔터테인먼트          |               |
| 2022년 12월 23일      | 블랙 나이트 퍼레이드                                        | 히노 미하루                     | 도호                                     |               |
| 2023년 1월 6일        | 패밀리아                                                    | 카미야 마나부                   | 키노필름                                 |               |
| 2023년 4월 21일       | 도쿄 리벤저스2 전편 '운명'                                  | 사노 만지로                     | 워너 브라더스 영화                       |               |
| 2023년 6월 30일       | 도쿄 리벤저스2 전편 '결전'                                  | 사노 만지로                     | 워너 브라더스 영화                       |               |
| 2023년 7월 28일       | 킹덤3: 운명의 불꽃                                          | 영정 / 이정                     | 도호 / 소니 픽쳐스 엔터테인먼트          |               |
| 2023년 11월 3일       | 가족                                                        | 마코토                          | 애니플렉스                               |               |
| 2023년 11월 16일      | 크레이지 크루즈                                             | 우부카타 스구루                 | 넷플릭스                                 |               |
| 2024년 7월 12일       | 킹덤4: 대장군의 귀환                                        | 영정 / 이정                     | 도호 / 소니 픽쳐스 엔터테인먼트          |               |
| 2024년 9월 20일       | 내가 살아 있는, 두 개의 세계                                | 이가라시 다이                   | GAGA                                     |               |
| 2025년 6월 6일        | 국보                                                        | 키쿠오                          | 도호                                     |               |
| 2025년 7월 4일        | 배뱀배뱀뱀뱀파이어                                          | 모리 란마루                     | 쇼치쿠                                   |               |
| 2026년 여름 공개 예정 | 킹덤5                                                       | 영정 / 이정                     | 도호 / 소니 픽쳐스 엔터테인먼트          |               |

### 무대
| 공연일자                    | 제목                              | 역할                      | 공연장소                      | 비고                           |
| --------------------------- | --------------------------------- | ------------------------- | ----------------------------- | ------------------------------ |
| 2010년 4월 7일 ~ 4월 11일   | BLACK PEARL                       | 램                        |                               | 아뮤즈 제작                    |
| 2011년 8월 12일 ~ 8월 28일  | 모험 그림책 PINOCCHIO -피노키오-  | 우라노 / 우라시마 타로    |                               | 아뮤즈 제작                    |
| 2011년 10월 1일 ~ 10월 16일 | Mystic Topaz                      | 츠키지                    |                               | 아뮤즈 제작                    |
| 2013년 11월 6일 ~ 11월 17일 | 붓센                              | 타무라 소스케             |                               | TBS 제작                       |
| 2015년 3월 18일 ~ 3월 23일  | TOKYOHEAD~토쿄 헤드~              | 카시와 제프리             | 도쿄 글로브좌                 | 오포스 기획 제작               |
| 2016년 3월 4일 ~ 3월 17일   | 라이왕의 테라스                   | 석공 후의 젊은 석공       | 아카사카 ACT 시어터           | TBS 제작 / 연출: 미야모토 아문 |
| 2017년 9월 8일 ~ 10월 22일  | 백귀 오페라 〈라쇼몽〉            | 하인의 옛 주인 / 타케히로 | Bunkamura 극장 코쿤 외 3 회장 | 호리프로 제작                  |
| 2020년 11월 9일 ~ 12월 6일  | 브로드웨이 뮤지컬 〈더 프로듀서〉 | 레오 블룸                 | 토큐 시어터 오브              | 일본판 / 연출: 후쿠다 유이치   |
| 2022년 1월 28일 ~ 3월 11일  | 머큐리 퍼 Mercury Fur (재연)      | 엘리엇                    | 세타가야 공공 극장 외         | 연출: 시라이 아키라            |

### 극장판·TV 애니메이션
| 개봉/방송일자    | 제목                                             | 역할                     | 배급사/방송사 | 비고              |
| ---------------- | ------------------------------------------------ | ------------------------ | ------------- | ----------------- |
| 2019년 10월 11일 | 하늘의 푸르름을 아는 사람이여                    | 카노무라 신노스케 / 신노 | 도호          | 극장판 애니메이션 |
| 2021년 8월 6일   | 나의 히어로 아카데미아 더 무비 : 히어로즈 라이징 | 로디 소루                | 도호          | 극장판 애니메이션 |

### WEB·전달 드라마
- 인터넷판 가면라이더 × 슈퍼 전대 슈퍼 영웅 매우~범인은 양념이다?!~ (2012년 4월 1일, 도에이) - 가면라이더 메테오 (목소리) 역
- 인터넷판 가면라이더 포제 모두 수업 키탓! (2012년 7월 13일, 도에이) - 사쿠타 류세이 역
- 세계 제일의 즉시 전력 남자 (2014년 1월 24일 ~ 4월 9일, 후지 TV) - 이케다 역
- 스마도라 〈저편에서 에일〉 (2016년 12월 9일, FOD) - 카즈마 역[50]
- 나는 마리안에 (2017년 3월 31일, FOD) - 코모리 이사오 역[주 9][51][52]
- 은혼 -미츠바편- (2017년 7월 15일, dTV) - 오키타 소고 역[53]
- 은혼 2 -기묘한 은혼짱 히지카타 금연편- (2018년 8월 25일, dTV) - 오키타 소고 역[54]
- PICU 소아집중치료실 스핀오프 (2024년 4월 1일, FOD) - 시코다 타케시로 역

### 게임
- 가면라이더 시리즈 (반다이 남코 엔터테인먼트) - 가면라이더 메테오 역
  - 가면라이더 배틀 간바라이도 (2012년 1월 26일, 아케이드)
  - 가면라이더 슈퍼 클라이막스 히어로즈 (2012년 11월 29일. Wii·PSP)
  - 가면라이더 바토라이도 워 (2013년 5월 23일, PS3)
  - 가면라이더 여행자 전기 (2013년 11월 28일, 3DS)
  - 가면라이더 배틀 간바라이징 (2013년 12월 19일, 아케이드)
  - 가면라이더 배틀라이도 워 II (2014년 6월 26일, PS3·Wii U)
  - 가면라이더 배틀라이도 워 창생 (2016년 2월 25일, PS4·PS3·PS Vita)
  - 슈퍼히어로 제너레이션 (2014년 10월 23일, PS3·PS Vita)
  - 가면라이더 클라이막스 전투 (2017년 12월 7일, PS4)

## 그 외 출연

### 정보·기타 프로그램
- 잘자요 왕자 (2016년 12월 20일 ~ 12월 24일, NHK E 텔레) - 왕자 역[55]
- ZIP! (2020년 2월 7일 ~ 2월 28일, NTV) - 금요일 퍼스널리티[56]
- 제71회 NHK 홍백가합전 (2020년 12월 31일, NHK 종합) - 게스트 심사위원[57]

### 버라이어티
- 디즈니 365 (2010년 10월 4일 ~ 2011년 10월 2일, 디즈니 채널)
- 불꽃 체육회 TV (2012년 11월 24일, TBS) - 검도부
- 코인토스 시즌 1-6 (2014년 7월 22일 ~ 2017년 3월 26일, TBS) - MC

### 오리지널 비디오
- 가면라이더 포제 초배틀 DVD 우정의 로켓 드릴 스테이츠 (2012년 6월) - 사쿠타 류세이 / 가면라이더 메테오 역
- 가면 라이더 포제 아스트로 스위치 비밀 보고서 (2012년 7월) - 사쿠타 류세이 / 가면라이더 메테오 역[주 10]

### PV
- FLOW 〈여행 그러피티 (旅立ちグラフィティ)〉 (2010년 11월 24일)
- GReeeeN
  - 〈벚꽃 (桜) color〉 (2013년 2월 27일)
  - 〈사랑 (恋)〉 (2018년 3월 28일)
- LEGO BIG MORL 〈당신이 있으면 좋을 텐데 (あなたがいればいいのに)〉 (2017년 3월 28일)
- indigo la End 〈종이 울리는 생명 (鐘泣く命)〉 (2017년 7월 12일)
- 키시 요스케 〈미안해 (ごめんね)〉 (2019년 7월 31일)[58]
- 이시자키 휴이 〈잊기 힘든 (ワスレガタキ)〉 (2023년 5월 24일)

### 광고(CM)
- 맥도날드 〈해피밀 세트 Mezzo piano (패션) 메조 피아노〉 (2011년 10월)
- 반다이 〈가면라이더 초코 비스킷〉 (2012년)
- 아사히 푸드 앤드 헬스케어 〈MINTIA〉 (2015년 3월 ~ )
- 니베아 카오 〈니베아 리프레시 플러스 아쿠아 모이스처 바디 젤〉 (2016년 3월 ~ )
- 지유(G.U.) 〈GU CURATORS ROOM〉 (2017년 8월 ~ )
- 큐피 〈아오하타 55 잼 마멀레이드 좋아〉편 (2017년 10월 ~ ) - 내레이션
  - 큐피 〈큐피 마요네즈〉 (2019년 1월 ~ ) - 내레이션
  - 큐피 〈아오하타 통째로 과일 과일만의 달콤함〉편 (2020년 3월 ~ ) - 내레이션
- 반다이 남코 엔터테인먼트 〈레이어드 스토리 제로 미래의 시부야〉편 (2017년 12월 ~ )
- 긴자 컬러 (2018년 1월 ~ )
- ABC MART 〈ASICS GEL-PROMESA〉 (2018년 1월 ~ )
- 전일본공수 〈FEEL THE NEW SKY〉 (2018년 2월 ~ )
  - 전일본공수 〈ANA SUPER VALUE〉 (2018년 8월 ~ )
- 아이푸리모 〈프로포즈의 날〉 (2018년 4월 ~ )
- 롯데
  - 폴리 페놀 초콜릿 (2018년 9월) - 야스다 켄과 공동 출연
  - 파이의 열매 (2019년 4월)
  - 가나 아이스 (2019년 5월)
  - 가나 밀크 초콜릿 (2020년 9월 ~ ) ' 하마베 미나미와 공동 출연[59]
  - 가나 블랙/가나 로스트 우유 WEB CM (2020년 11월)[60]
- 카시오 〈G-SHOCK 2018 WINTER〉 (2018년 11월 ~ )
- 소프트뱅크 (2019년 1월 ~ )
  - 소프트뱅크 5G (2020년 1월)
- 아플락 생명 보험 〈라이프 스테이지의 변화에 제대로 부응 의료 보험 EVER〉 (2019년 1월 ~ )
- 마이 나비 바이트 〈바이트 찾는 사무라이〉 (2019년 7월 ~ )
- 타카하시 쇼텐 〈수첩은 다카하시 2020년판 TVCM 발자국〉편 (2019년 11월)
  - 타카하시 쇼텐 〈수첩은 다카하시 2021년판 TVCM 선택할 미래 285 종류〉편 (2020년 11월)
- 유캔 〈처음 좋았다. 유캔〉 (2020년 1월 ~ )
- 기린 음료 〈생녹차〉 (2020년 2월 ~ )
- 스즈키 자동차 〈소리오/소리오반디토〉 (2020년 11월 ~ )
- 아이리스 오야마 〈저온 제법 쌀의 맛있는 밥 ®〉 (2020년 12월 ~ )
  - 아이리스 오야마 〈신 생활 가전 시리즈 ‘디자인 가전 기억하자편·드럼 세탁기라는 CM’〉편 (2021년 2월 ~ )
  - 아이리스 오야마 〈airwill ‘내부 청소 에어컨 선배의 프리젠 테이션’〉편 (2021년 5월 ~ )
- 미츠이 스미토모 해상화재보험 〈MS1 Brain 서프라이즈〉편 (2021년 5월 ~ )
- LINE Digital Frontier 〈LINE 웹툰 TELLER〉 (2021년 ~ )
- 후지필름 〈설날을 찍자”♪〉 (2021년 ~ )
- i-D JAPAN×VALENTINO (2022년 ~ )
- 아사히 맥주 〈아사히 슈퍼 드라이 드라이 크리스탈〉 (2023년 ~ 2025년)
- 유니버설 뮤직 「#우리들의 겨울곡 캠페인」(2023년 ~ )
- 캡콤×나이언틱 「Monster Hunter Now」(2023년 ~ )
- 카오 〈퓨올라〉 (2024년)

### 모델·이미지 캐릭터
- 디올 뷰티 일본 앰배서더 (2021년 ~ )[61][62]

### 이벤트
- 가면라이더 탄생 40주년 × 슈퍼 전대 시리즈 35작품 기념 40 × 35 추수 감사절 Anniversary LIVE & SHOW (2012년 1월)
  - 가면라이더 포제 스페셜 이벤트 - 아마노가와 학원 고등학교 봄의 학원제 스페셜 (2012년 5월)
  - 가면라이더 포제 파이널 스테이지 & 쇼 캐스트 토크쇼 (2012년 9월)
- Amuse presents 시리즈
  - Amuse presents SUPER 핸섬 LIVE 2009 ♂ 남자 da 남자! ♂(2009년 12월 29일·12월 30일, 아뮤즈)
  - Amuse presents THE GAME ~Boy's Film Show~ (도쿄 공연 : 2010년 8월 2일 ~ 8월 4일, 오사카 공연 : 8월 13일 ~ 8월 15일, 아뮤즈)
  - Amuse presents SUPER 핸섬 LIVE 2010 (2010년 12월 29일, 12월 30일, 아뮤즈)
  - Amuse presents SUPER 핸섬 LIVE 2012 (2012년 12월 26일·27일·28일, 아뮤즈)
  - Amuse presents SUPER 핸섬 LIVE 2013 (2013년 12월 26일·27일, 아뮤즈)
  - Amuse presents SUPER 핸섬 LIVE 2014 (2014년 12월 26일·27일·28일, 아뮤즈)
  - Amuse presents HANDSOME FESTIVAL 2016 (2016년 12월 17일·18일·29일, 아뮤즈)
  - Amuse Presents HANDSOME FILM FESTIVAL 2017 (2017년 12월 27일, TOKYO DOME CITY HALL, 아뮤즈)[63]

## 음악 작품

### CD
- SIGN 명의
  - 〈사인 (サイン)〉 (2011년 3월 2일) - TV 드라마 《사인》 주제가

- 고쿠라쿠 보이즈 명의
  - 〈붓센 삼바 (ぶっせん サンバ)〉 (2013년 11월 6일) - TV 드라마 《붓센》 주제가

- MUSH & Co. 명의
  - 〈내일도 (明日も)〉 (2013년 12월 4일) - 영화 《그녀는 거짓말을 너무 사랑해》 삽입곡

참가 작품
- 오자와 켄지 〈아르페지오 (분명 마법의 터널 앞) (アルペジオ (きっと魔法のトンネルの先))〉 (2018년 2월 14일 ) - 내레이션에 참여[64]

### DVD
- DVD 자료 (2020년 7월 21일, 아뮤즈 소프트 엔터테인먼트)[65]

## 저서

### 사진집
- 시작. (はじまり。 하지마리[*]) (2012년 8월 31일, 와니북스) ISBN  978-4-8470-4458-8
- One day off (2017년 5월 20일, 와니북스) ISBN 978-4-8470-4911-8
- Departure (2019년 6월 21일, 아뮤즈)
- Profile (2024년 6월 14일, 아뮤즈)

### 인터뷰집
- Interview (2019년 6월 14일, 와니북스) ISBN 978-4-8470-8213-9
- 대담집 TALK to YOU (2022년 6월 24일, 슈에이샤) ISBN 978-4-08-771799-0

### 커버 모델
- 너는 나의 것. (2011년 10월 25일, 아스키 미디어 웍스 마법의 아일랜드 분코) ISBN 978-4-04-870989-7
- 합법적 스토커 그의 옆은...너무 긴장해서 서있습니다(>_<) (2014년 2월 25일, 쇼가쿠칸 엔젤 분코) ISBN 978-4-09-455002-3
- 통학 시리즈 스핀오프 강한 척하는 너에 대한 뜨거운 우유 (2016년 4월 1일, 슈에이샤 코발트 분코) ISBN 978-4-08-601898-2

## 수상 경력
| 연도   | 시상식                                | 부문                                                   | 작품                                                                               | 출처   |
| ------ | ------------------------------------- | ------------------------------------------------------ | ---------------------------------------------------------------------------------- | ------ |
| 2009년 | 아뮤즈 전국 오디션 2009               | THE PUSH! 맨~당신의 주위의 멋진 남자 모집~ Right-on 상 | 빈칸                                                                               |        |
| 2018년 | 제10회 TAMA 영화상                    | 최우수 신진 남자배우상                                 | 리버스 엣지, 고양이가 안는 것, 은혼 2: 규칙은 깨라고 있는 것, 악과 가면의 룰, 레온 | [ 66 ] |
| 2018년 | 제40회 요코하마 영화제                | 최우수 신인상                                          | 리버스 엣지, 고양이가 안는 것, 은혼 2: 규칙은 깨라고 있는 것, 마멀레이드 보이      |        |
| 2019년 | 제42회 일본 아카데미상                | 신인 배우상                                            | 리버스 엣지                                                                        |        |
| 2020년 | 제43회 일본 아카데미상                | 최우수 남우조연상                                      | 킹덤                                                                               | [ 67 ] |
| 2020년 | 제44회 엘란도르상                     | 신인상                                                 | 빈칸                                                                               | [ 8 ]  |
| 2020년 | 제62회 블루 리본상                    | 남우조연상                                             | 킹덤                                                                               | [ 68 ] |
| 2022년 | 제110회 더 텔레비전 드라마 아카데미상 | 남우주연상                                             | 청천을 찔러라                                                                      |        |
| 2022년 | 제30회 하시다상                       | 신인상                                                 | 청천을 찔러라                                                                      |        |
| 2024년 | 제16회 TAMA 영화상                    | 최우수 남우주연상                                      | 내가 살아 있는, 두 개의 세계, 킹덤4: 대장군의 귀환, 가족                           |        |

### 내용주
1. ↑  개봉일 기준은 일본에서의 개봉일이다.
2. ↑  후쿠시 소타와 공동 주연
3. ↑  제68회 베를린 국제 영화제 파노라마부문에 정식 출품
4. ↑  사쿠라이 히나코와 공동 주연
5. ↑  스기사키 하나와 공동 주연
6. ↑  원래 예정된 공개일은 2025년 2월 14일이였다.
7. ↑  오노 타쿠로와 공동 주연
8. ↑  개봉·방송일자 기준은 일본에서의 공개일이다.
9. ↑  2017년 10월 17일부터 12월 5일까지 후지 TV 계열에서 방송되었다.
10. ↑  후쿠시 소우타와 공동 주연

### 참조주
1. 1 2  요시자와 료 - 아뮤즈 공식 사이트
2. 1 2 3  《요시자와 료 씨 인터뷰 「23세, 등신대의 My Story」》. (인터뷰). 아이스무. 2018년 3월 11일에 원본 문서에서 보존된 문서. 2018년 3월 11일에 확인함.
3. ↑  “사상 최초! 아뮤즈가 주주총회 이후 오디션 개최. 그랑프리는 효고현의 15 세”. oricon news. 2009년 6월 21일. 2018년 3월 11일에 확인함.
4. ↑  “가면라이더 메테오 요시자와 료, 첫 사진집  자신감 「본의 종을 느끼고」”. ORICON NEWS. 2012년 8월 6일. 2021년 2월 3일에 확인함.
5. ↑  “주연·오구리 슌을 위협하는 기세! 실사 「은혼」 오키타 역·요시자와 료의 인기가 굉장”. 시네마투데이. 2017년 3월 8일. 2018년 9월 3일에 확인함.
6. ↑  “니카이도 후미 & 요시자와 료 「리버스 엣지」 내걸어 베를린 영화제에 등장!”. 영화.com. 2018년 2월 16일. 2018년 3월 11일에 확인함.
7. ↑  “니카이도 후미 × 요시자와 료 「리버스 엣지」 국제 비평가 연맹상을 수상!”. 시네마투데이. 2018년 2월 24일. 2018년 3월 11일에 확인함.
8. 1 2  “카미키 류노스케·요시자와 료·요코하마 류세이·하시모토 칸나 등이 신인상「 2020년 엘란도르상」 발표 <수상 목록>”. 《모델프레스》. 2020년 1월 17일. 2020년 1월 17일에 확인함.
9. 1 2  “＜청천을 찔러라＞요시자와 료, 쿠사나기 츠요시와의 장면은 「존재감을 잃지 않을 것입니다 생각보다 열량이 올랐습니다」”. 《TV LIFE web》. 2021년 2월 13일. 2021년 2월 14일에 확인함.
10. ↑  “청천을 찔러라 첫회로 「아역 반짝」 시부사와 역 코바야시 마사히토”. 닛칸스포츠. 2021년 2월 14일. 2021년 2월 14일에 확인함.
11. 1 2  “요시자와 료, “헤이세이 태생 최초의 대하 주연”에 반향 「청천을 찔러라」에서 시부사와 에이이치 역”. 《모델프레스》. 2019년 9월 9일. 2021년 2월 14일에 확인함.
12. ↑  요시자와 료, “검도 경력 9년”을 살리지 못하고 실망 「결국 이 특기를 보여줄 때가...라고 생각하면」
13. ↑  “요시자와 료 드라마 「은혼」에서 난투 장면에 첫 도전!  「살아있는 기분이 들지 않았다」 촬영의 뒤편은?”. 시네마투데이. 2017년 7월 14일. 2018년 3월 11일에 확인함.
14. ↑  “요시자와 료 꽃미남인데! 유감 캐릭터에 빠져들어 「사이키 쿠스오의 재난」 장면 사진 공개”. 시네마투데이. 2017년 9월 25일. 2018년 3월 11일에 확인함.
15. ↑  “점점 깊이를 더하는 “요시자와 료의 늪”! 「은혼」 「사이키 쿠스오의 재난」 「마멀레이드 보이」로 본격 브레이크 & 국민적 “남자친구”의 길로 일직선”. 엔터테인먼트 스테이션. 2017년 10월 22일. 2018년 3월 11일에 원본 문서에서 보존된 문서. 2018년 3월 11일에 확인함.
16. ↑  “요시자와 료, 미남 기운이 대단해!  여성 팬의 노란 목소리의 반응에 마치 아이돌”. 시네마투데이. 2016년 9월 11일. 2018년 3월 11일에 확인함.
17. ↑  2017년 인기 배우 요시자와 료의 “이명”이 대단하다 「걷는 미남 조각」 「헤이세이의 알랭 들롱」
18. ↑  “드디어 발표!  ViVi 국보급 미남 <2018 하반기>의 1위는 헤이세이 역사 최고의 미남♡”. ViVi. 2018년 11월 21일. 2020년 4월 20일에 확인함.
19. ↑  드라마 「로스트 데이즈」의 뒷면 세토 코지 × 이시바시 안나 × 트린들 레이나 × 요시자와 료가 밝히는 모델 프레스 인터뷰
20. ↑  “요시자와 료 “도스 블랙”이었다 고교 시절을 고백 「리어충(현실 생활에 충실)으로 악담을 계속 말하고 있었다」”. oricon.co.jp. 2019년 9월 17일. 2019년 9월 20일에 확인함.
21. ↑  “「아직 서로를 잘 모른다」 히로세 스즈 × 요시자와 료의 “플랫” 관계성”. 라이브 도어 뉴스. 2020년 3월 16일. 2020년 4월 20일에 확인함.
22. ↑  “히로세 스즈 「요시자와 (료) 군과 얘기하는 것까지 반년 정도 걸렸다」 낯가림 에피소드 밝힌다”. 더 텔레비전. 2020년 3월 25일. 2020년 4월 20일에 확인함.
23. ↑  “금붕어 클럽 : 현역 고교생 원작의 휴대폰 소설을 드라마화 이리에 진기 등 10대 캐스트 연애 이야기”. 《MANTANWEB》. 2011년 5월 9일. 2021년 6월 20일에 확인함.
24. ↑  데뷔 (2013년 7월 12일). “요시자와 료, 첫 주연 드라마 「붓센」에서 스님 모습을 첫 공개”. 2013년 7월 17일에 확인함.
25. ↑  미야케 란죠의 불교 청춘 학원 코미디 만화 「붓센」이 드라마 & 무대화 (2013년 6월 13일), cinra.net 2013년 6월 13일에 확인.
26. ↑  “치바 유다이, 요시자와 료가 수구에 도전! 「수구 양키스」 꽃미남 수구군단 발표”. 크랭크인!!. 2014년 6월 11일. 2014년 6월 27일에 확인함.
27. ↑  “코이데 케이스케, 층쿠♂ 모델의 아이돌 P 역 「카리스마 내고 싶다」 드라마 『부도칸』”. ORICON STYLE. 2015년 11월 24일. 2015년 11월 24일에 확인함.
28. ↑  “요시자와 료, 타케이 에미 주연 드라마에 출연 타키자와 카렌 & 키노시타 호우카도 등장”. 《ORICON STYLE》. 2016년 7월 15일. 2016년 7월 21일에 확인함.
29. ↑  “2019년도 전기 연속 TV 소설 「여름하늘」 캐스트 발표!”. 《NHK드라마 토픽》 (일본방송협회). 2018년 4월 26일. 2018년 4월 26일에 원본 문서에서 보존된 문서. 2018년 4월 26일에 확인함.
30. ↑  “요시자와 료 「한자와 나오키」SP 드라마로 TBS 첫 주연 "완전히 배로 갚아줄래요」”. 《ORICON NEWS》. 오리콘. 2019년 11월 8일. 2019년 11월 8일에 확인함.
31. ↑  “「한자와 나오키」제3화 요시자와 료가 신춘 스핀오프 주연에 이어 대망의 본편 참전! 나선의 민완 프로그래머 역”. 《Sponichi Annex》. 2020년 7월 26일. 2020년 7월 26일에 확인함.
32. ↑  “『기린이 온다』예정대로 총 44회, 최종화는 2월 7일 『청천을 찔러라 』는 다음주 시작”. 《마이 나비 우먼》. 2020년 10월 21일. 2020년 10월 21일에 확인함.
33. ↑  「가면라이더 포제」콤비가 갖추어져 범죄자에! 후쿠시 소타 영화 단독 첫 주연 (ORICON STYLE)
34. ↑  코믹나탈리 (2013년 4월 17일). “「남자 고교생의 일상」가 실사 영화화 3명의 바보에 스다 마사키가”. 2014년 5월 25일에 확인함.
35. ↑  “「은혼」신파치는 스다 마사키, 카구라는 하시모토 나나! 나가사와 마사미, 오카다 마사키 등이 출연”. 《코믹나탈리》. 주식회사 나타샤. 2016년 8월 4일. 2016년 8월 4일에 확인함.
36. ↑  영화.com (2018년 2월 2일). “실사 「은혼」 속편 개봉일이 8월 17일로 결정! 크랭크인은 2월 상순 예정”. 2018년 2월 2일에 확인함.
37. ↑  “「킹덤」 실사 영화화 주연은 야마자키 켄토! 요시자와 료가 정, 오오사와 타카오가 왕기로 분해”. 《영화.com》. 2018년 10월 9일. 2018년 10월 9일에 확인함.
38. ↑  “히로세 스즈 코미디 영화 첫 주연! “한 번 죽어봤다” 츠츠미 신이치 & “고스트” 요시자와 료와  공연”. 《영화.com》. 2018년 9월 10일. 2019년 9월 20일에 확인함.
39. ↑  “키타무라 타쿠미 & 코마츠 나나 & 요시자와 료 : 니시 카나코의 「사쿠라」실사 영화화 3남매에 “강력하고 개성있는 배우”모임 「행복」”. 《만탄웹》 (MANTAN). 2019년 4월 2일. 2019년 4월 2일에 확인함.
40. ↑  “요시자와 료 주연 「AWAKE」 공개 날짜는 크리스마스, 이누도 잇신과 야마시타 노부히로에서 코멘트”. 《영화나탈리》 (나타샤). 2020년 9월 30일. 2020년 10월 1일에 확인함.
41. ↑  “키타무라 타쿠미가 실사 「도쿄 리벤저스」 주연, 요시자와 료와 야마다 유키는 최흉 조직의 콤비”. 《영화나탈리》 (주식회사나타샤). 2020년 3월 4일. 2020년 3월 4일에 확인함.
42. ↑  “키타무라 타쿠미 주연 「도쿄 리벤저스」 공개시기가 분명”. 《영화나탈리》. 2021년 1월 1일. 2021년 1월 1일에 확인함.
43. ↑  “스즈키 료헤이, 미시마 유키오 “마지막 희곡”에 도전 몸도 「마음도 모두 정진」”. ORICON STYLE. 2015년 9월 30일. 2015년 9월 30일에 확인함.
44. ↑  “놀랍게도 아름다운 백귀 오페라 「라쇼몽」오늘 개막”. 스테이지 나탈리. 2017년 9월 8일. 2020년 3월 10일에 확인함.
45. ↑  “후쿠다 유이치 연출 「프로듀서」에 이노우에 요시오, 요시자와 료, 오노 타쿠로 등”. 《스테이지나탈리》. 2020년 2월 28일. 2020년 2월 28일에 확인함.
46. ↑  “요시자와 료, 내년 1월에 주연 무대 시부사와 에이이치에 “동경” 어두운 역에 도전 「관객에 박히는 것」”. 《기이민보》. 2021년 2월 27일. 2021년 2월 27일에 원본 문서에서 보존된 문서. 2021년 2월 27일에 확인함.
47. ↑  “시라이 아키라 연출의 「머큐리 퍼」에 마사키 카지·미야자키 슈토·오오조라 유히, 전체 캐스트 발표”. 《스테이지나탈리》. 2021년 6월 24일. 2021년 6월 24일에 확인함.
48. ↑  “나가이 타츠유키 최신작 「하늘 푸르름」에 자매와 누나의 전 연인 “사각 관계” 그리기, 요시자와 료가 성우 첫 도전”. 《코믹 나탈리》. 2019년 6월 11일. 2019년 6월 11일에 확인함.
49. ↑  “요시자와 료, 극장판 「히로아카」 오리지널 캐릭터로 출연 결정 「히로아카 사랑 이야기 좋았다」”. 《크랭크인!》. 2021년 5월 18일. 2021년 5월 18일에 확인함.
50. ↑  “【후지테레비】FOD 원 스마트폰 특화형 드라마 「스마도라」에 요시오카 리호·요시자와 료·미요시 아야카·사쿠라이 히나코가 등장”. PR TIMES. 2016년 12월 8일. 2016년 12월 8일에 확인함.
51. ↑  “이케다 에라이자와 요시자와 료가 바뀐다? 「나는 마리안에」실사 드라마화”. ORICON NEWS. 2017년 3월 20일. 2017년 3월 20일에 확인함.
52. ↑  “이케다 에라이자 × 요시자와 료가 바뀐다! 「나는 마리안에」 FOD에서 드라마화”. 스포츠호치. 2017년 3월 20일. 2017년 8월 14일에 원본 문서에서 보존된 문서. 2017년 3월 20일에 확인함.
53. ↑  “실사 드라마판 「은혼」은 고추편! 여주인공은 키타노 키이”. 시네마투데이. 2017년 6월 8일. 2017년 6월 20일에 확인함.
54. ↑  “dTV 드라마 「은혼 2」에 대한 자세한 해금! 타치키 후미히코가 실사판 마다오 역으로 등장, 츠츠미 신이치도 출연”. 《영화나탈리》. 주식회사나타샤. 2018년 7월 9일. 2018년 7월 9일에 확인함.
55. ↑  “NHK 최초, 여성 전용 “이야기 낭독” 프로그램 & VR 동영상 제작 왕자 역은 요시자와 료”. ORICON NEWS. 2016년 12월 21일. 2019년 4월 21일에 확인함.
56. ↑  “요시자와 료, 『ZIP!』 2월 금요일 퍼스널리티 취임 「상쾌한 아침을 전할 수 있도록 노력하겠습니다!」”. ORICON NEWS. 2020년 1월 29일. 2020년 1월 29일에 확인함.
57. ↑  “「NHK 홍백가합전」 요시자와 료가 게스트 심사위원 발표, 「옐」 기획에서 쿠보타 마사타카와 모리야마 나오타로도 등장”. 음악나탈리. 2020년 12월 23일. 2020년 12월 23일에 확인함.
58. ↑  “키시 요스케의 MV에 요시자와 료가 출연. 두 사람은 고등학교 동창”. BARKS. 2019년 8월 10일. 2019년 8월 10일에 확인함.
59. ↑  “요시자와 료 & 하마베 미나미가 첫 공동 출연!  「눈부신」 「아름다운」라고 서로 부끄러워...하마베 20번째 생일 서프라이즈도.”. 《더 텔레비전》. 2020년 9월 2일. 2020년 9월 2일에 확인함.
60. ↑  “요시자와 료 「바로 부드러움과 히쿄의 교활함」 롯데 새로운 웹 CM에서 2역에 도전”. 《스포니치 신문사》. 2020년 10월 28일. 2020년 10월 28일에 확인함.
61. ↑  “「디올」에서 립케어 밤이 등장 이미지 비주얼 요시자와 료를 기용”. WWD JAPAN. 2021년 1월 13일. 2021년 5월 18일에 확인함.
62. ↑  “「디올」에서 도포된 새로운 아이세럼 광고에는 요시자와 료가 등장”. WWD JAPAN. 2021년 4월 26일. 2021년 5월 18일에 확인함.
63. ↑  “아뮤즈 「핸섬」 올해 첫 시도에서 개최 카미키 류노스케, 요시자와 료, 오제키 유우타 등 출연자 & 공연 내용 발표 <HANDSOME FILM FESTIVAL 2017>”. 《모델프레스》. 2017년 8월 9일. 2017년 8월 9일에 확인함.
64. ↑  “오자와 켄지가 노래하는 「리버스 엣지」주제가 싱글은 발렌타인데이에”. 《음악 나탈리》 (주식회사나타샤). 2017년 12월 23일. 2019년 11월 15일에 확인함.
65. ↑  “요시자와 료 전용 일면을 들여다 볼 수 있는 인기 기획 「○○ 자료」DVD화”. 《영화 나탈리》 (주식회사나타샤). 2020년 6월 12일. 2020년 6월 12일에 확인함.
66. ↑  “요시자와 료하고 싶은 역은 「초평범한 사람」 요시무라 카이토와 TAMA 영화상의 신진 연상 빛나는”. 영화나탈리. 2018년 11월 17일. 2018년 11월 20일에 확인함.
67. ↑  “일본 아카데미상 우수상 발표 작품상에 「날아라 사이타마」 「킹덤」등”. 《ORICON NEWS》 (oricon ME). 2020년 1월 15일. 2020년 1월 15일에 확인함.
68. ↑  “블루 리본상 「날아라 사이타마」가 작품상, 나카이 키이치와 나가사와 마사미 수상”. 《영화나탈리》. 2020년 1월 28일. 2020년 1월 28일에 확인함.